# 허석원
허석원은 대한민국의 텔레비전 드라마 연출감독이다.

## 드라마
- 2019년 NETFILX 오리지널 드라마 《좋아하면 울리는》 ... 공동연출
- 2020년 tvN 수목 미니시리즈 《머니게임》 ... 프로듀서
- 2020년 tvN 월화 미니시리즈 《반의 반》 ... 프로듀서
- 2021년 tvN 단막극 《드라마 스테이지 2021 - 덕구 이즈 백》 ... 연출
- 2021년 tvN 월화 미니시리즈 《너는 나의 봄》 ... 프로듀서
- 2022년 tvN 주말 미니시리즈 《스물다섯 스물하나》 ... 프로듀서
- 2022년 tvN 수목 미니시리즈 《이브》 ... 공동연출
- 2023년 ENA & Genie 월화 미니시리즈 《마당이 있는 집》 ... 공동연출
- 2024년 ENA & Genie 월화 미니시리즈 《나의 해리에게》 ... 공동연출